# Nord Nord Ost
 (juillet 2020).
Si vous disposez d'ouvrages ou d'articles de référence ou si vous connaissez des sites web de qualité traitant du thème abordé ici, merci de compléter l'article en donnant les références utiles à sa vérifiabilité et en les liant à la section « Notes et références ».
Albums de Subway to Sally
Engelskrieger Bastard
Nord Nord Ost est le huitième album studio du groupe Subway to Sally, sorti en 2005.

## Liste des titres
| 1.    | Sarabande De Noir | 0:55 |
| 2.    | Schneekönigin     | 5:46 |
| 3.    | Feuerland         | 4:07 |
| 4.    | Sieben            | 3:22 |
| 5.    | Lacrimae          | 1:45 |
| 6.    | Feuerkind         | 6:06 |
| 7.    | Das Rätsel II     | 4:21 |
| 8.    | S.O.S.            | 5:56 |
| 9.    | Eisblumen         | 4:32 |
| 10.   | Seemanslied       | 5:17 |
| 42:07 |                   |      |